# 小鏢鱸
小鏢鱸為輻鰭魚綱鱸形目鱸亞目河鱸科的其中一種，分布於加拿大、美國五大湖及密西西比河流域，體長可達4.4公分，棲息在植被生長、沙泥底質、水流靜止的湖泊、溪流。